# Oxira jucunda
Oxira jucunda là một loài bướm đêm trong họ Noctuidae.